# 1979 en basket-ball
Chronologie du basket-ball
1978 en basket-ball - 1979 en basket-ball - 1980 en basket-ball
Les faits marquants de l'année 1979 en basket-ball.

## Récapitulatifs des principaux vainqueurs de compétitions 1978-1979

### Masculins
| Europe - Allemagne de l'Ouest : Leverkusen - Belgique : - - Bulgarie : BC Levski Sofia - Espagne : Real Madrid - Coupe des Coupes : Pallacanestro Cantù - Coupe des champions : Bosna Sarajevo - France : SCM Le Mans - Géorgie : - - Grèce : Aris Salonique - Hongrie : - - Islande : KR Reykjavík - Israël : Maccabi Tel-Aviv - Italie : Sinudyne Bologna - Coupe Korać : KK Partizan Belgrade - Norvège : - - Pays-Bas : EBBC - Pologne : Śląsk Wrocław - Portugal : - - Royaume-Uni : - - Suède : - - Suisse : Fribourg Olympic - Tchécoslovaquie : BK AŠK Inter Bratislava - Turquie : Efes Pilsen İstanbul - URSS : CSKA Moscou - Yougoslavie : KK Partizan Belgrade | Amériques - Argentine : - - Brésil : EC Sírio - CBA : Rochester Zeniths - NBA : Seattle Supersonics - NCAA : Michigan State Spartans - Uruguay : - - USBL : - - Porto Rico : - - Venezuela : Guaiqueríes de Margarita | Afrique, Asie, Océanie - Coupe d'Afrique : AS Forces Armées - Angola : - - Australie : St Kilda Saints - Maroc : FUS de Rabat |

### Féminines
| Europe - Allemagne de l'Ouest : Leverkusen - Belgique : - - Espagne : Real Club Celta Vigo - Coupe des clubs champions : Étoile rouge de Belgrade - France : Clermont UC - Hongrie : - - Italie : Teksid Torino - Pays-Bas : - - Pologne : Wisła Cracovie - Coupe Ronchetti : Levski Spartak Sofia - Suède : - - Tchécoslovaquie : Sparta Prague - Turquie : - - URSS : Daugava Rīga | Amériques - Argentine : - - Brésil : - - Canada : - - NCAA : - | Afrique, Asie, Océanie - Sénégal : ASCC BOPP |

## Récompenses des joueurs enNBA

### Meilleur joueur de la saison régulière  (MVP)
| - Moses Malone, Houston Rockets |

### Meilleur joueur de la finale NBA
| - Denis Johnson, Seattle SuperSonics |

## Naissances
- 13 novembre : Ron Artest